# Brodde Almer
Per Brodde Almer, född 2 januari 1939 i Kristianstad, är en svensk limnolog och före detta länsfiskekonsulent i Halland.
Almer utbildade sig till limnolog 1971 och arbetade som statsanställd limnolog i Halland 1965–2003. Han har gjort sig känd som engagerad limnologisk författare och miljödebattör. Bland de större limnologiska projekt som Almer genomfört kan nämnas en inventering 1970 av alla vattensystem i dåvarande Göteborgs- och Bohus län där förekomst av havsöring var känd eller förutsättningar för havsöring var möjlig.
Almer ligger också bakom resandet av en stor mängd minnesstenar i Näsums socken, bland annat en vid härads- och forevägen i Klagstorps by som påminner om de upproriska Näsumsbönder som stupade i Skånska kriget 1677.